# Knud Bro
Knud Christoffersen Bro, född 13 februari 1937 i Fredericia, död 6 juni 1997, var en dansk politiker (Det Konservative Folkeparti).
Knud Bro var son till köpmannen Thyge Bro och Kaja Rossing-Nielsen. Han tog studentexamen 1956 och blev cand. polit. från Köpenhamns universitet 1966. Han arbetade som lärare på polishögskolan (1963-1965) och på försvarets civilundervisning (1958-1963) samt som sekreterare på Håndværksrådet (1958-1960). Senare var han fullmäktig i Administrationsrådets sekretariat (1966-1970) och sekreterare i Finansministeriet (från 1970). Han var även politiskt engagerad, däribland som anställd på Det Konservative Folkepartis press- och informationstjänst (1958-1962), ledamot i Konservativ Ungdoms verkställande utskott (1958-1960) samt förbundsordförande (1960-1963). Sedan var han ledamot i partistyrelsen (1960-1963) och folketingsledamot, vald för Svendborgs valkrets, (1964-1973). Han var Folketingets sekreterare (1966-1967) och delegat i FN:s generalförsamling (1967-1968). Från 1973 var han ledamot i Europaparlamentet, innan han gick ur partiet 1976.
Bro var gift med baronessan Abigael Iuel-Brockdorff, dotter till kammarherren och baronen Carl Iuel-Brockdorff. och med Lene Møller.